# Siège de Pyongyang (1593)
ne pas confondre avec le Siège de Pyongyang (1592)
Pour les articles homonymes, voir Siège de Pyongyang.
Guerre imjin
Le siège de Pyongyang de 1593 est une bataille qui oppose l'alliance des Ming chinois et des Coréens Joseon aux forces japonaises lors de l'invasion japonaise de la Corée à la fin du XVIe siècle.
Le 25 décembre 1592, l'armée Ming assemblée par l'administrateur Song Yingchang (en) et conduite par le général Li Rusong franchit la rivière Yalou et après un certain nombre de petits engagements avec les Japonais, rencontre les forces Joseon avec lesquelles elles marchent vers Pyongyang. Selon les lettres de Song Yingchang (经略复国要编,  Jīng Lue fù guó yào bian) le nombre des forces Ming qui traversent à l'époque se monte à environ 36 000 hommes. Les deux camps allies comptent un peu plus de 40 000 hommes.
Les forces japonaises sont sous le commandement de Konishi Yukinaga et toute l'armée de la première division. Ils sont environ 18 000 et passent les derniers mois à mettre en place des défenses dans la zone. Toutefois, les forces japonaises à l'époque sont débordées et leurs lignes d'approvisionnement surexposées aux nombreux insurgés en Corée, problème aggravé par les exploits de Yi Sun-sin et de sa marine. Pyongyang est à l'extrême pointe de leur déploiement et en situation urgente d'approvisionnement.

## Arrivée et tentatives de négociations
Les forces alliées arrivent à Pyongyang le 1er mai 1593, à l'extrémité ouest de la ville.
Les Ming ont déjà envoyé leur diplomate Shen Weijing entamer des négociations avec les Japonais dans les mois précédents, et il est également présent dans l'armée. Il est de nouveau envoyé lorsque l'armée atteint les murs pour faire des tentatives d'échanges. Konishi Yukinaga, qui a pris la mesure de ses propres problèmes logistiques, n'est pas désireux de combattre les forces alliées et convient de rencontrer Li.
Cependant, au cours des quelques jours qui suivent, les négociations tournent au chaos. Tandis que Li Rusong tente de capturer les dirigeants japonais envoyés au camp Ming par Konishi, les échanges échouent. Après quoi les Japonais font une offre similaire pour que Li entre dans la ville et discute. Dans un premier temps, Li envisage un plan qu'accepteraient les Japonais à la suite de quoi il prendrait la ville d'assaut et s'en emparerait par surprise. Mais à la dernière minute, il renonce à ce plan et décide d'un assaut direct.

## Bataille

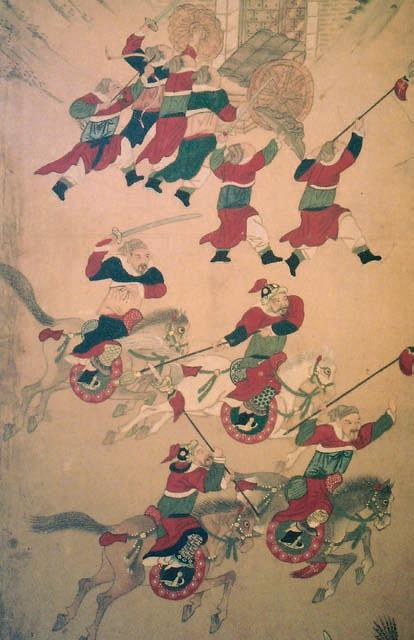
Autre scène de bataille sur un écran peint.

Après l'échec des négociations, quelques escarmouches ont lieu au mont Morobung et les Japonais tentent également sans succès un raid de nuit sur les positions Ming.
Tôt dans la matinée du 8 janvier, Li Rusong ordonne à ses forces d'attaquer. Son plan consiste en une attaque sur trois côtés, l'accent étant mis sur l'extrémité ouest dirigée par Li Rusong lui-même.
L'attaque sur l'extrémité sud est menée par Zu Chengxun; ses forces sont pour la plupart des forces Ming déguisées en soldats coréens afin de tromper les défenseurs japonais, cela parce que les Japonais n'ont pas une haute opinion des capacités de combat des Coréens, tandis que l'attaque sur l'extrémité nord est menée par Wu Weizhong (en) et ses troupes du sud ainsi que par les moines guerriers coréens. Leur objectif est de s'emparer de la partie haute du mont Morobung juste situé au nord de la ville.
Selon les récits chinois, les forces Ming tirent tôt le matin des flèches empoisonnées (appelées 毒火飛箭, dú huǒ fēi jiàn) pour créer un nuage de puanteur dans la ville et écœurer les défenseurs (les flèches incendiaires portent pour la plupart des excréments séchés) avant l'assaut complet. Ils tirent leurs énormes volées de flèches incendiaires dans la ville avec un barrage d'artillerie avant que ne commence l'assaut véritable.
Les combats sont très durs sur tous les fronts. À l'extrémité nord, les forces alliées prennent d'assaut directement la position japonaise. Wu Weizhong est touché par une balle à la poitrine mais parvient à maintenir son commandement.
À l'extrémité sud, les Japonais sont trompés par les soldats déguisés et pensent que les forces alliées ne vont pas réellement attaquer de ce côté (comme la réputation de l'armée de la cour Choseon est médiocre à cette époque). Cependant, ils sont pris par surprise par l'armée qui se révèle être le plus souvent composée de soldats Ming qui attaquent la position des Japonais. Cependant, comme ils tentent d'entrer dans les rues de la ville, les Chinois sont touchés par des embuscades et repoussés.
L'extrémité ouest est le site où se déroulent les plus importants combats. Le cheval de Li Rusong est tué sous lui et il tombe brièvement dans une fosse. Li Rumei (le frère de Li Rusong) prend un coup d'arquebuse indirect au casque. Beaucoup de généraux alliés montent les échelles avec leurs hommes et se battent sur les murs.
Voyant ses forces en difficulté sur tous les fronts, Konishi décide de retirer ses hommes dans la citadelle qu'il a récemment construite.
Encerclé dans la citadelle, Konishi s'aperçoit que l'extrémité orientale des murs est toujours ouverte et la nuit, il se retire à la hâte et fonce pour Séoul. Mais comme lui et ses hommes tentent de traverser à gué la rivière Datung, ils tombent dans des embuscades alliées soutenues par l'artillerie et dénombrent de nombreuses victimes.
Il y a des contradictions entre les différentes sources sur la façon dont les Japonais ont quitté la ville. Les sources Ming indiquent généralement que cela faisait partie du plan de bataille de laisser une partie de la ville ouverte de sorte que les défenseurs japonais seraient moins enclins à se battre jusqu'à la mort. Quelques sources japonaises disent que les forces alliées n'auraient tout simplement pas osé s'approcher de leurs fortifications à l'intérieur de la ville, tandis que les sources coréennes sont encore plus confuses : Le Jingborok de Yu Seong-ryong (en) mentionne les deux versions : comme la première, il écrit que Li Rusong a ordonné aux forces alliées de ne pas appuyer l'attaque, puis écrit plus tard que le général coréen Yi Il a été puni parce Li Rusong était furieux qu'il ait laissé les forces japonaises s'enfuir, tandis que d'autres rapportent que Li Rusong leur a ordonné de ne pas laisser les Japonais s'enfuir.
Cette bataille a probablement vu le plus grand usage d'artillerie du XVIe siècle car les Chinois ont amassé un arsenal de 200 pièces de divers types d'artillerie, y compris des flèches-fusées, des canons à chargement par la culasse et plusieurs gros canons « grand général » à gros calibre (bien que la lettre de Song Yingchang affirme que les (canons) « grands généraux » n'ont pas atteint Pyongyang à temps comme il était prévu). Les deux armées utilisent des armes à feu et des canons les plus modernes.

## Sources
- 經略復國要編 宋應昌 著 (« Collection des lettres de Song Yingchang »)
- 明史 (« Histoire officielle des Ming »)
- 宣祖實錄 (« Annales du roi Seonjo »)
- Kim, Samuel Dukhae. The Korean Monk-soldiers in the Imjin wars, Columbia University PHD 1978
- Yu Seong-ryong, Jingborok.